# うずしおくん
うずしおくんは、徳島県鳴門市のマスコットキャラクターである。

## 概要
1996年（平成8年）の鳴門市制施行50周年記念事業で公認キャラを公募し誕生。
鳴門の渦潮をモチーフとした青い服、胸に渦のマークを配置し、大鳴門橋をイメージした帽子をかぶる。マントと帽子のNARUTOの文字は、鳴門市の花であるハマボウの黄色を使用している。
2012年（平成24年）には、うずしおくんのパートナーとして、うずひめちゃんが誕生した。

## 沿革
- 1996年（平成08年） - 鳴門市制施行50周年記念事業で公認キャラを公募し誕生。
- 2012年（平成24年） - うずしお君のパートナーとしてうずひめちゃんが誕生。